# Wietnam Południowy
Wietnam Południowy (oficjalnie Republika Wietnamu) − państwo wietnamskie istniejące w latach 1955−1975.

## Historia
Wietnam Południowy został proklamowany 23 kwietnia 1949 roku w Kochinchinie, na podstawie porozumienia zawartego między utworzonym tam antykomunistycznym Centralnym Rządem Tymczasowym i francuskimi władzami kolonialnymi. Głową państwa został były cesarz Wietnamu, Bảo Đại.
Konflikt z rządem proklamowanej na północy Demokratycznej Republiki Wietnamu doprowadził do wybuchu I wojny indochińskiej. Faktyczny podział państwa został utrwalony przez postanowienia konferencji genewskiej, która odbyła się w 1954 roku. Wietnam został podzielony wzdłuż 17 równoleżnika. Porozumienie genewskie nakazywało przeprowadzenie w obu częściach Wietnamu wyborów, po których miało nastąpić zjednoczenie państwa. Władzę w państwie oficjalnie sprawował cesarz Bảo Đại, którego w 1955 roku odsunął od władzy jego premier Ngô Đình Diệm, który stał się tym samym prezydentem z woli Stanów Zjednoczonych. Ngô Đình Diệm wycofał się z pomysłu przeprowadzenia wyborów, co spowodowało powstanie pod koniec lat 50. lewicowej partyzantki Vietcong, która zyskała wsparcie rządu komunistycznego na północy. Ngô Đình Diệm nie radził sobie z postępującym rozkładem państwa, a ponadto wszedł w konflikt ze stanowiącymi większość mieszkańców państwa buddystami, czego źródłem był jego fanatyczny katolicyzm. Represje stosowane wobec buddystów spowodowały utratę przez Ngô Đình Diệma poparcia ze strony władz Stanów Zjednoczonych. W 1963 roku agenci Centralnej Agencji Wywiadowczej (CIA) zorganizowali pucz, w wyniku którego rząd Wietnamu Południowego zastąpiono rządem jeszcze bardziej uzależnionym od woli Administracji Stanów Zjednoczonych. Utworzenie nowego rządu umożliwiło interwencję wojsk amerykańskich w Wietnamie Południowym. Wojska amerykańskie rozpoczęły akcje przeciwko lewicowym partyzantom, co wywołało II wojnę indochińską. Wojska amerykańskie i południowowietnamskie nie były w stanie konkurować z oddziałami Vietcongu, który w 1969 roku powołał Tymczasowy Rząd Rewolucyjny Wyzwolenia Wietnamu Południowego. 30 kwietnia 1975 roku wojna zakończyła  się zwycięstwem sił armii północnowietnamskiej i Vietcongu. Przejęcie władzy na południu przez Vietcong umożliwiło w 1976 roku utworzenie zjednoczonej Socjalistycznej Republiki Wietnamu.

## Ludność
Wietnamczycy (ok. 80%), Chińczycy, Khmerowie, Tajowie.

## Religia
Podział religijny w Wietnamie Południowym w 1963 r. (dane szac.) Wśród 14 mln mieszkańców następujące religie wyznawało::
- konfucjanizm: 4 mln wyznawców - 28,57%
- buddyzm: 3,5 mln wyznawców - 25%
- kaodaizm: 1,5 mln wyznawców - 10,71%
- katolicyzm: 1,5 mln wyznawców - 10,71%
- Hòa Hảo: 1 mln wyznawców - 7,14%
- animizm: 1 mln wyznawców - 7,14%
- protestantyzm: 0,5 mln wyznawców - 3,57%
- taoizm, islam i hinduizm: 1 mln wyznawców - 7,14%

Łącznie chrześcijanie stanowili ok. 14,28% populacji.